# Katsuyoshi Nakatsuru
Katsuyoshi Nakatsuru (中鶴 勝祥?, Nakatsuru Katsuyoshi; Ōita, 22 maggio 1962) è un animatore giapponese.

## Biografia

### Gli inizi eDragon Ball
Dopo essersi diplomato alle scuole superiori nel 1980, Katsuyoshi Nakatsuru iniziò la sua carriera di animatore lavorando per la Toei Animation. Essendo un grande stimatore del mangaka Akira Toriyama (e in particolare del suo manga Dr. Slump), Nakatsuru si offrì di collaborare all'adattamento anime di Dragon Ball. Sotto la direzione di Minoru Maeda, Nakatsuru debuttò come animatore nell'episodio "Olong il terribile" (marzo 1986), ricoprendo fin da subito un ruolo chiave nella direzione dell'anime. Successivamente, dopo aver lavorato ai film tratti dalla serie (anche con il ruolo di direttore per l'animazione) e a Dragon Ball Z e dopo l'addio all'azienda da parte di Maeda, Nakatsuru divise il ruolo di character designer assieme a Tadayoshi Yamamuro a partire dalla saga di Majin Bu e fino alla fine di Dragon Ball GT (novembre 1997), serie per il quale disegnò, tra gli altri, anche lo stadio di Super Saiyan 4.
Nakatsuru continuò a lavorare nel mondo di Dragon Ball anche dopo la fine della serie, disegnando alcune copertine per manga e videogiochi e curando anche Dragon Ball GT Perfect Files, ossia due guide ufficiali dedicate a Dragon Ball GT che includono informazioni aggiuntive sulla serie.

### Altri lavori
Oltre a Dragon Ball, Katsuyoshi Nakatsuru lavorò in molti altri anime, fra cui Beet the Vandel Buster, Digimon, Dr. Slump, Naruto. Ha anche realizzato il manga sequel di Dr. Slump dal titolo Il ritorno di Dr. Slump, ma solo per un po', pubblicato su V-Jump dal 1994 al 1996 e raccolto in quattro volumi tankōbon.